# 我为政府网站找错
我为政府网站找错是中华人民共和国国务院办公厅政府信息与政务公开办公室所牵头主办的监督举报平台，设立于2015年9月，旨在主动接受网友对政府网站的纠错，促进政府网站问题的整改，在中国九成以上的政府网站均有入口。
2017年第四季度，该平台中网友意见的办结率为99%，但亦对办结率低于70%的证监会、国家公务员局的网站进行通报批评。依据该平台2015年9月至2019年4月间收到的记录，信息不准确、更新不及时、内容无法访问等造成的使用问题占到政府网站问题的七成以上。对平台意见的回复是政府考核标准之一，如海南省政府即对平台所反映的问题进行通报。
该平台入口标识是否规范亦在政府部门的考核范围内，如广东省的政府网站与政务新媒体抽查即将未按规定添加“我为政府网站找错”平台入口、点击“我为政府网站找错”平台对应图标均跳转回当前页面等问题都处于问责之列。
2019年9月13日起，国务院平台开始进行改造升级。

## 拓展阅读
- 我为政府网站找错 （页面存档备份，存于）
- 全国政府网站信息报送系统 （页面存档备份，存于）
- 关于2019年第三季度统计系统网站检查情况的通报 （页面存档备份，存于）